# Goniothalamus cylindrostigma
Goniothalamus cylindrostigma är en kirimojaväxtart som beskrevs av Airy Shaw. Goniothalamus cylindrostigma ingår i släktet Goniothalamus och familjen kirimojaväxter. Inga underarter finns listade i Catalogue of Life.